# Радостное (Житомирская область)
Радостное (укр. Радісне) — село на Украине, находится в Чудновском районе Житомирской области.
Код КОАТУУ — 1825855602. Население по переписи 2001 года составляет 124 человека. Почтовый индекс — 13265. Телефонный код — 4139. Занимает площадь 0,368 км².

## Адрес местного совета
13253, Житомирская область, Чудновский р-н, пгт. Иванополь, ул. Ленина, 19